# Burnham on Sea and Highbridge
Burnham on Sea and Highbridge è una parrocchia civile nel West Somerset, in Inghilterra. Comprende le cittadine di Burnham-on-Sea e Highbridge.